# ديكسي سلدن
ديكسي سلدن (بالإنجليزية: Dixie Selden)‏ هي رسامة أمريكية، ولدت في 28 فبراير 1868 في سينسيناتي في الولايات المتحدة، وتوفي بنفس المكان في 15 نوفمبر 1938.

## معرض صور

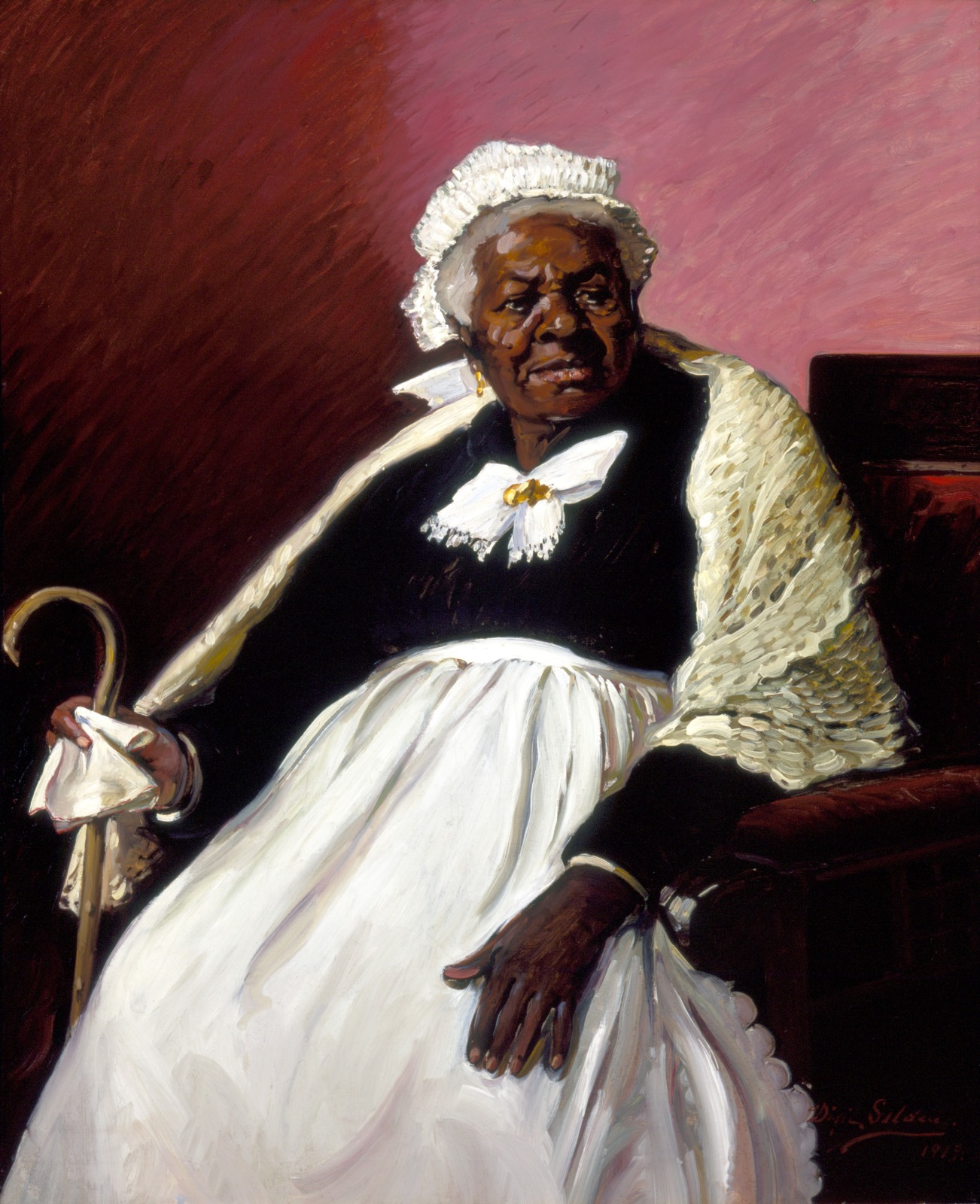
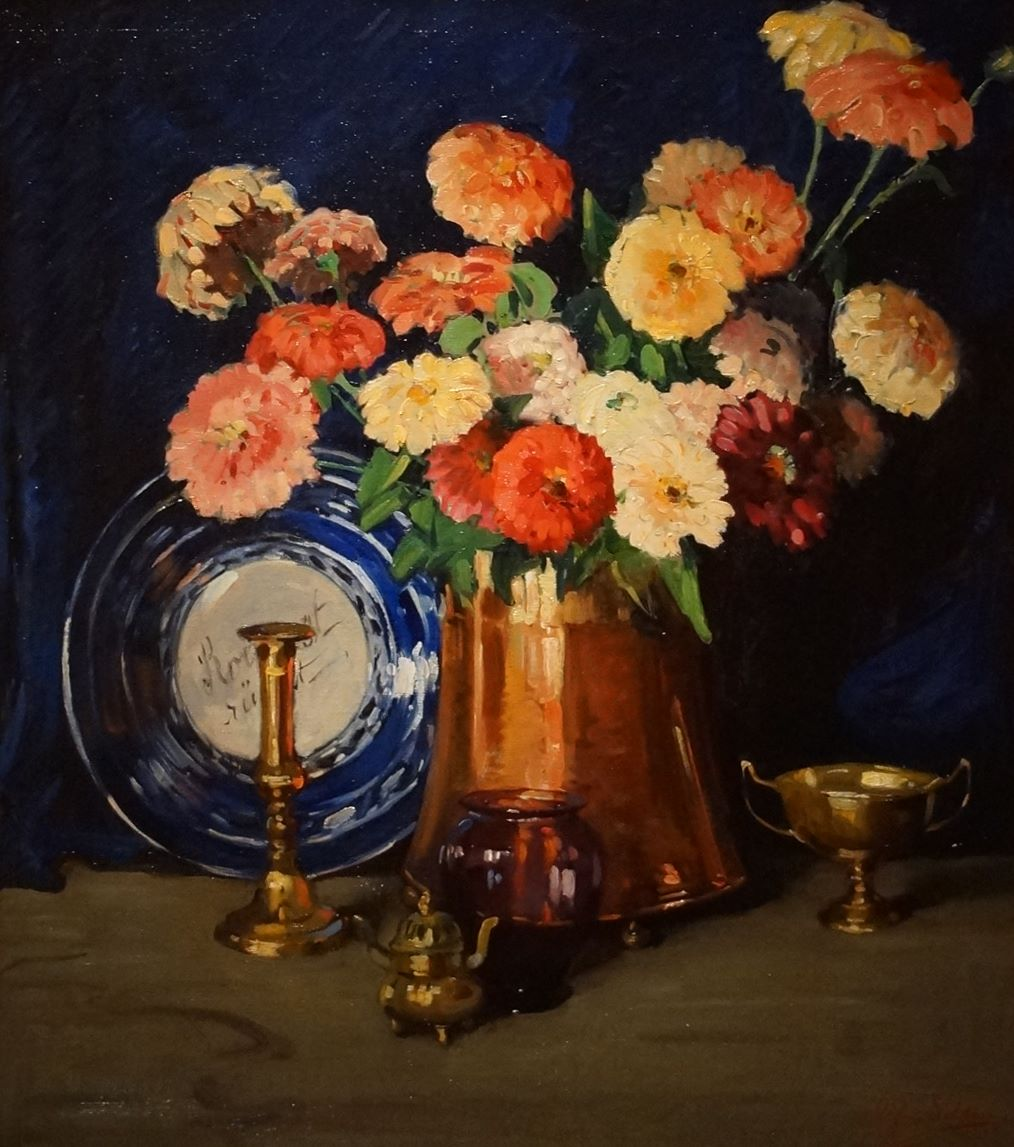
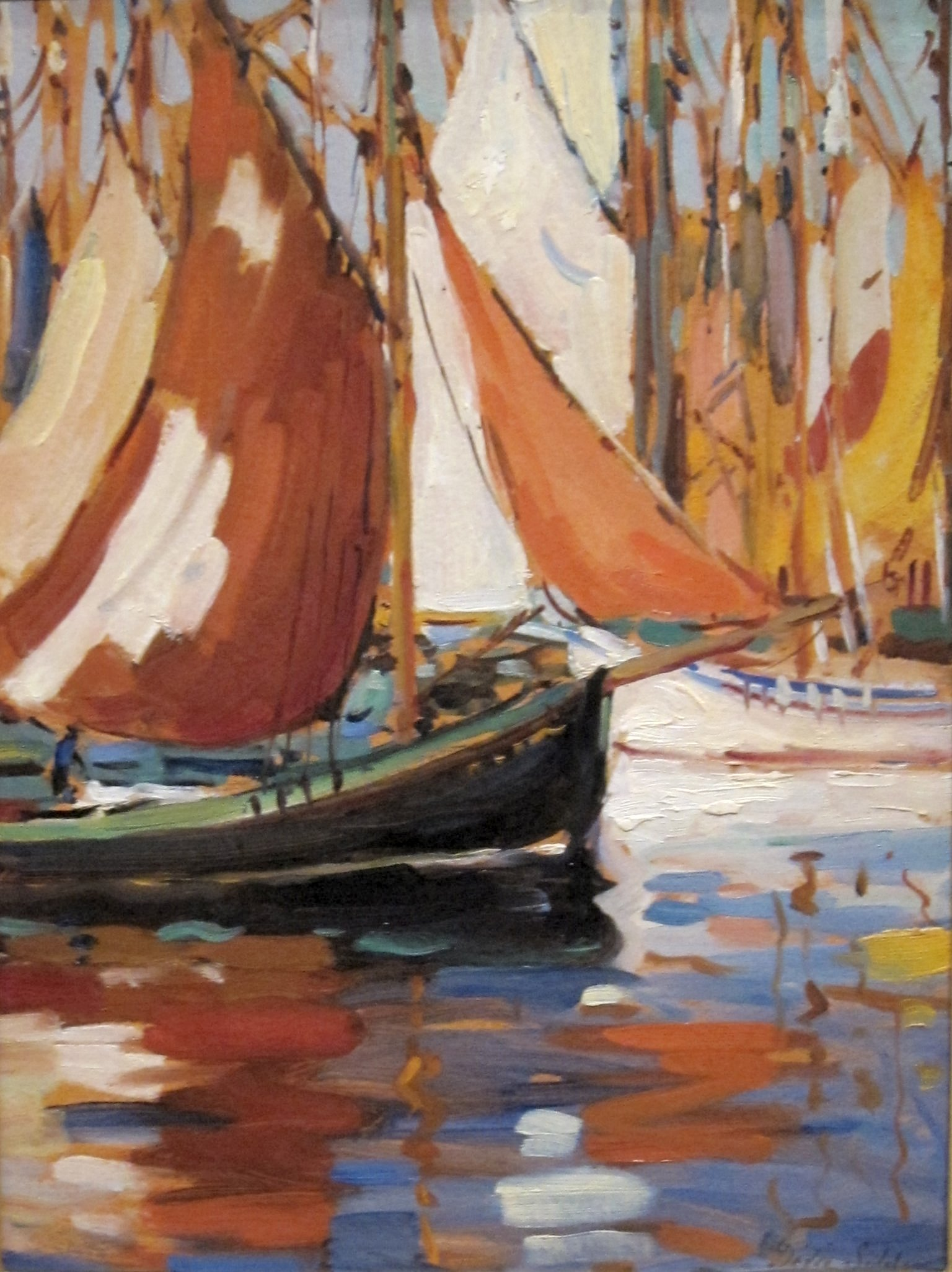
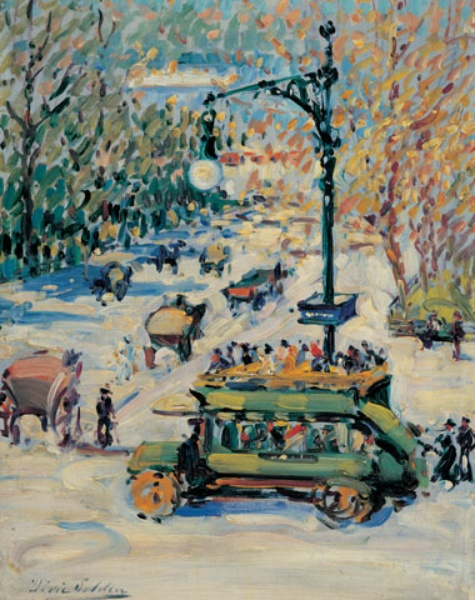